# Greg Elmore
Greg Elmore (* 4. září 1946, Coronado Naval Air Station, Kalifornie, USA) je americký bubeník, který hrál s The Brogues a později se skupinou Quicksilver Messenger Service.